# Baniana pulverulenta
Baniana pulverulenta là một loài bướm đêm trong họ Erebidae.